# Зиятдинов, Азат Шаймуллович
Азат Шаймуллович Зиятдинов (20 января 1939 года — 24 сентября 2017 года) — советский и российский химик, доктор технических наук, профессор, вице-президент Академии наук Республики Татарстан.

## Биография
Родился 20 января 1939 года в деревне Таузар Балтасинского района Татарской АССР.
Окончил Казанский авиационный институт по специальности «инженер-электромеханик» (1968) и аспирантуру Московского химико-технологического института им. Д. И. Менделеева (1981).
- 1968—1981 — мастер, начальник смены, заместитель начальника цеха ПО «Нижнекамскнефтехим».
- 1981—1997 — руководитель научно-исследовательской лаборатории каталитического синтеза управления научно-исследовательских и опытных работ ОАО «Нижнекамскнефтехим».
- 1997—2009 — директор научно-технологического центра ОАО «Нижнекамскнефтехим».
- с 2009 г. — депутат Государственного совета РТ четвёртого созыва.

Доктор технических наук (1991), профессор, член-корреспондент Академии наук Республики Татарстан, заслуженный химик Республики Татарстан, почетный гражданин Нижнекамска.
Соавтор более 100 изобретений и более 150 научных трудов.
В 1990—1995 гг. депутат Верховного Совета Республики Татарстан XII созыва.
Умер 24 сентября 2017 г. от остановки сердца.